# Asperarca nodulosa
Asperarca nodulosa är en musselart som först beskrevs av Otto Friedrich Müller 1776.  Asperarca nodulosa ingår i släktet Asperarca, och familjen Arcidae. Enligt den svenska rödlistan är arten sårbar i Sverige. Arten förekommer i Götaland. Artens livsmiljö är havet.